# Boukram
Boukram est une commune de la wilaya de Bouira en Algérie.

## Géographie
Elle est située au nord-ouest de la wilaya de Bouira, elle est créée à la suite du découpage administratif de 1984, elle est délimitée par :
| Deux Bassins(Wilaya de Médéa) | Larbatache(Wilaya de Boumerdès) | El Kharrouba(Wilaya de Boumerdès) |
| Deux Bassins                  | Boukram                         | Bouderbala                        |
| Tablat(Wilaya de Médéa)       | Tablat(Wilaya de Médéa)         | Guerrouma                         |

– NORD : les communes de Kharouba et Larbaatache (W.de Boumerdes)
ـ  EST : les communes de Guerrouma et Bouderbala (W. de Bouira)
– OUEST: la commune de Haoudheine (W. de Médea)
– SUD: la commune de Tablat (W. de Médea)